# Carlos I de Inglaterra (Van Dyck)
Carlos I de Inglaterra es el retrato más conocido de los realizados por el pintor neerlandés Anton Van Dyck. Está realizado en óleo sobre tela y pertenece al estilo barroco. Fue pintado en el año de 1635. Mide 105 cm de alto y 76 cm de ancho. Se exhibe actualmente en el Museo del Louvre de París.

## Historia
Van Dyck destacó como retratista en la corte de Londres, donde se instaló en 1632. Hizo numerosos retratos del rey, la reina Enriqueta María de Francia, así como de sus hijos. El rey de Inglaterra abonó este cuadro en 1638.

## Análisis del cuadro
Este lienzo muestra al rey Carlos I de Inglaterra descansando en una jornada de caza, mientras dos pajes se hacen cargo de su caballo. En este retrato el rey no aparece con los atributos típicos de un monarca, corona, cetro o grandiosas vestiduras, sino como un campesino, elegante y distinguido. La imagen entraña notable mérito artístico, pues el rey era extremadamente corto de estatura (se le menciona como el rey inglés más bajo de la historia). No obstante, mira con arrogancia, directamente al espectador. Hay una armonía entre las figuras humanas, el animal y el paisaje.